# Plexippoides arkit
Plexippoides arkit är en spindelart som beskrevs av Logunov, Rakov 1998. Plexippoides arkit ingår i släktet Plexippoides och familjen hoppspindlar. Inga underarter finns listade i Catalogue of Life.